# K-551 Władimir Monomach
K–551 Władimir Monomach (К-551 "Владимир Мономах" ) – rosyjski okręt podwodny czwartej generacji, typu Borei zdolny do przenoszenia pocisków balistycznych klasy SLBM R-30 Buława.
Atomowy okręt podwodny K-551 Władimir Monomach (pr.955 Boriej) wprowadzony do suchego doku 30 grudnia 2012 r. zostanie zwodowany w ciągu najbliższych dni. Operację zaplanowano na piątek, 18 stycznia 2013, jednak ze względu na trudne warunki atmosferyczne termin może ulec zmianie. Prace przygotowawcze w doku pr.2121 Suchona, jak i na samym okręcie dobiegają już końca.
10 września 2014 z okrętu przeprowadzono udane wystrzelenie rakiety balistycznej „Buława”, pociski ćwiczebne dosięgnęły celu na poligonie. Sprawdzone zostały okręt i pocisk rakietowy.